# Lista över avsnitt av Vita huset
Detta är en lista över avsnitt av Vita huset, som sändes i NBC mellan 1999 och 2006.

## Säsong 1
| Nr i serien | Nr i säsongen | Titel                            | Regissör              | Författare                                                                      | Sändningsdatum    |
| --- | ------------- | -------------------------------- | --------------------- | ------------------------------------------------------------------------------- | ----------------- |
| 1 | 1             | "Pilot"                          | Thomas Schlamme       | Aaron Sorkin                                                                    | 22 september 1999 |
| Biträdande stabschef Josh Lyman riskerar avsked för att ha förolämpat en kristen lobbyist i direktsänd tv. Biträdande kommunikationsdirektör Sam Seaborn och pressekreterare CJ Cregg försvarar Josh inför granskande journalister. Sam tillbringar natten med en kvinna, som visar sig vara en callgirl. Staben kallas in till Vita huset när "POTUS" skadats genom att cykla in i ett träd. Staben bjuder in de kristna lobbyisterna till Vita huset för att be om ursäkt. Mötet avslutas abrupt när president Josiah (Jed) Bartlet kommer in i rummet, tillrättavisar lobbyisterna för att inte ha tagit avstånd från extremistiska abortmotståndare, och ber dem lämna Vita huset. |               |                                  |                       |                                                                                 |                   |
| 2 | 2             | "Post Hoc, Ergo Propter Hoc"     | Thomas Schlamme       | Aaron Sorkin                                                                    | 29 september 1999 |
| Vicepresident John Hoynes uttalar sig nedsättande om presidenten i media, och C.J. tvingas medla mellan Hoynes och Bartlet. Staben anlita Joshs tidigare flickvän, Mandy Hampton, som mediakonsult. Sam diskuterar med Josh och kommunikationsdirektör Toby Ziegler hur han ska hantera sin relation med den callgirl (Laurie) som han lärt känna. Presidenten lär känna sin nya läkare, kapten Morris Tolliver. Avsnittet avslutas med att stabschef Leo McGarry informerar presidenten om att Tollivers flygplan blivit nedskjutet av syriska trupper på väg till ett utbildningsuppdrag i Jordanien. |               |                                  |                       |                                                                                 |                   |
| 3 | 3             | "A Proportional Response"        | Marc Buckland         | Aaron Sorkin                                                                    | 6 oktober 1999    |
| Presidenten vill hämnas på Syrien, Joint Chiefs of Staff föreslår avgränsade attacker mot militära mål, men Bartlet vill se tuffare tag. Chairman Percy Fitzwallace ger ett förslag som kan drabba civilbefolkningen; han säger att det vore ett för hårt straff för det brott Syrien begått. Bartlet lugnar sig och återgår till de avgränsade attackplanerna. Han ger sin första order om militärt anfall, och talar till nationen i direktsänd tv. CJ läxar upp Sam för att han inte informerat henne om hans relation med en callgirl. Hon lyckas förhindra att Danny Concannon skriver om relationen i Washington Post. Josh intervjuar Charlie Young, en ung svart man som sökt jobb som bud, men som erbjuds jobbet som presidentens personliga assistent. |               |                                  |                       |                                                                                 |                   |
| 4 | 4             | "Five Votes Down"                | Michael Lehmann       | Aaron Sorkin, Lawrence O'Donnell Jr. & Patrick Caddell                          | 13 oktober 1999   |
| Presidenten vill få igenom en ny vapenkontrollag, men fem demokratiska kongressledamöter hotar att rösta emot förslaget. Leo vill inte be vicepresident Hoynes om hjälp, men tvingas dit. Leo och hans hustru separerar. Hoynes och Leo är nyktra alkoholister, aktiva i AA. |               |                                  |                       |                                                                                 |                   |
| 5 | 5             | "The Crackpots and These Women"  | Anthony Drazan        | Aaron Sorkin                                                                    | 20 oktober 1999   |
| Leo bestämmer att dagen skall ägnas åt privata organisationer vilket gör att Sam får ta hand om en UFO-galning och C.J. tacklar ett förslag att bygga en väg enbart för vargar. Presidentens yngsta dotter, Zoey Bartlet, introduceras. Josh känner skuld över sin systers död. |               |                                  |                       |                                                                                 |                   |
| 6 | 6             | "Mr. Willis of Ohio"             | Christopher Misiano   | Aaron Sorkin                                                                    | 3 november 1999   |
| Leo berättar för presidenten om sin skilsmässa, staben spelar poker och har problem med en lag om mantalsskrivning. Presidentfamiljens personskydd prövas, och president Bartlet målar upp ett scenario för sin dotter om hur hon kidnappas och vilka geopolitiska följder det får. |               |                                  |                       |                                                                                 |                   |
| 7 | 7             | "The State Dinner"               | Thomas Schlamme       | Aaron Sorkin & Paul Redford                                                     | 10 november 1999  |
| Staben får ta hand om många kriser på en gång, en storm och en strejk och allt händer mitt under en statsmiddag till den Indonesiska presidentens ära. |               |                                  |                       |                                                                                 |                   |
| 8 | 8             | "Enemies"                        | Alan Taylor           | Rick Cleveland, Lawrence O'Donnell Jr., Patrick Caddell, Ron Osborn & Jeff Reno | 17 november 1999  |
| 9 | 9             | "The Short List"                 | Bill D'Elia           | Aaron Sorkin, Dee Dee Myers & Patrick Caddell                                   | 24 november 1999  |
| Bartlet förbereder att nominera en ny domare till USA:s högsta domstol, men Sam Seabourn upptäcker att förstahandsvalet inte värnar personlig integritet. Efter djupa diskussioner om USA:s konstitution ger rätt till ett privatliv nominerar Bartlet i stället Roberto Mendoza, en före detta polis med latinamerikansk bakgrund, som blivit jurist efter att ha skottskadats på jobbet. Mendoza uttalar tydligt stöd för integritetsskydd. Kongressledamoten Peter Lillienfield påstår att en tredjedel av Vita Husets 1 300 anställda använder narkotika regelbundet. Josh Lyman tvingas utreda om det är sant, men vill inte kränka de anställdas integritet. Det är allmänt känt att Leo McGarry är nykter alkoholist, men Josh upptäcker att Lillienfield har nya uppgifter om Leos missbruk. Danny Concannon ger CJ Cregg en guldfisk, som sedan förekommer i en lång rad avsnitt. |               |                                  |                       |                                                                                 |                   |
| 10 | 10            | "In Excelsis Deo"                | Alex Graves           | Aaron Sorkin & Rick Cleveland                                                   | 15 december 1999  |
| Toby tar på sig ansvaret över en begravning för en hemlös militärveteran som han aldrig känt. Josh och Sam förbereder en attack mot Lillienfield som attackerar Leo för hans tidigare drog- och alkoholproblem. |               |                                  |                       |                                                                                 |                   |
| 11 | 11            | "Lord John Marbury"              | Kevin Rodney Sullivan | Aaron Sorkin, Patrick Caddell & Lawrence O'Donnell Jr.                          | 5 januari 2000    |
| Krig bryter ut mellan Indien och Pakistan vilket gör att presidenten konsulterar med den excentriske Lord John Marbury. Kampen mot Lillienfield blir värre, hans försök att avsätta Leo märks när Josh tar emot en stämning. |               |                                  |                       |                                                                                 |                   |
| 12 | 12            | "He Shall, from Time to Time..." | Arlene Sanford        | Aaron Sorkin                                                                    | 12 januari 2000   |
| Bartlet förbereder sitt första State of the Union-tal, men svimmar under en repetition och diagnostiseras med influensa. Hans fru Abigail Bartlet, som är läkare, reagerar kraftigt på händelsen och återvänder till Vita Huset för att behandla sin man. Leo McGarry anar oråd och får Abigail att avslöja att presidenten lider av skovformad multipel skleros. Leo skäller ut presidenten för att ha dolt sitt tillstånd trots att de är goda vänner. Leos missbruksproblem läcker ut på internet och för att förekomma media håller Leo en presskonferens där han erkänner att han är en nykter alkohol- och läkemedelsmissbrukare. Sam Seabourn skriver presidentens uttalande till stöd för Leo, trots att Leo uttryckligen förbjudit honom att göra det; Leos dotter Mallory tackar Sam med en djup kyss. |               |                                  |                       |                                                                                 |                   |
| 13 | 13            | "Take out the Trash Day"         | Ken Olin              | Aaron Sorkin                                                                    | 26 januari 2000   |
| Kongressens utredning av Leo McGarrys missbruksproblem fortsätter. Sam Seabourn och Josh Lyman förhandlar med en republikansk utskottsordförande för att Leo ska slippa ett utskottsförhör. Priset är att presidenten fördröjer en rapport om sex- och samlevnadsundervisning i skolan som påvisar att dagens undervisning om avhållsamhet är ineffektiv och motverkar sitt syfte. Av en slump upptäcker staben vem som läckt uppgifterna om Leo. Hon avskedas, men återanställs igen av Leo efter att de båda samtalat om sina erfarenheter av missbruk och medberoende. Föräldrarna till en 17-åring som mördats för att han var homosexuell bjuds in för att delta när presidenten undertecknar en ny hatbrottslag. Det visar sig att de tycker att presidenten gör alldeles för lite för att skydda och främja homosexuellas rättigheter. CJ döljer beskedet att de inte längre deltar i ceremonin bland en mängd andra pressmeddelanden på fredagen – "take out the trash day" – i hopp om att minska medieexponeringen av den och flera andra ofördelaktiga nyheter. |               |                                  |                       |                                                                                 |                   |
| 14 | 14            | "Take This Sabbath Day"          | Thomas Schlamme       | Lawrence O'Donnell Jr., Paul Redford & Aaron Sorkin                             | 9 februari 2000   |
| Presidenten måste bestämma om han skall benåda en dödsdömd fånge eller inte. Josh blir konfronterad av Joey Lucas som anser att Vita Huset inte stödjer hennes kandidat. |               |                                  |                       |                                                                                 |                   |
| 15 | 15            | "Celestial Navigation"           | Christopher Misiano   | Aaron Sorkin, Dee Dee Myers & Lawrence O'Donnell Jr.                            | 16 februari 2000  |
| Toby och Sam reser till Connecticut för att få ut Vita Husets kandidat till högsta domstolen ur fängelse. Josh blir tvungen att hoppa in istället för CJ och köra en breifing med pressen. |               |                                  |                       |                                                                                 |                   |
| 16 | 16            | "20 Hours in L.A."               | Alan Taylor           | Aaron Sorkin                                                                    | 23 februari 2000  |
| Presidenten och staben gör en snabb resa till Los Angeles för att delta i en av demokraternas insamlingsgalor. Leo stannar i Washington för att förmå vicepresidenten att rösta som presidenten vill. |               |                                  |                       |                                                                                 |                   |
| 17 | 17            | "The White House Pro-Am"         | Ken Olin              | Lawrence O'Donnell Jr., Paul Redford & Aaron Sorkin                             | 22 mars 2000      |
| Staben i Vita huset får mycket att göra när Abby läcker information om vem hon föredrar i en styrelse. |               |                                  |                       |                                                                                 |                   |
| 18 | 18            | "Six Meetings Before Lunch"      | Clark Johnson         | Aaron Sorkin                                                                    | 5 april 2000      |
| Staben firar att de fått sin kandidat till Högsta domstolen bekräftad. |               |                                  |                       |                                                                                 |                   |
| 19 | 19            | "Let Bartlet Be Bartlet"         | Laura Innes           | Aaron Sorkin, Peter Parnell & Patrick Caddell                                   | 26 april 2000     |
| Mandys gamla PM om Bartlet-administrationens svagheter dyker upp helt plötsligt. Sam försöker få igenom en bättre policy om homosexuella i det militära. |               |                                  |                       |                                                                                 |                   |
| 20 | 20            | "Mandatory Minimums"             | Robert Berlinger      | Aaron Sorkin                                                                    | 3 maj 2000        |
| 21 | 21            | "Lies, Damn Lies and Statistics" | Don Scardino          | Aaron Sorkin                                                                    | 10 maj 2000       |
| Bartlet kommer närmare att reformera reglerna kring ekonomiskt stöd till kampanjer men stöter på patrull när hans motståndare publicerar uppgifter kring Sams förehavanden med en eskortflicka. C.J. väntar otåligt på resultatet av deras väljarundersökning. |               |                                  |                       |                                                                                 |                   |
| 22 | 22            | "What Kind of Day Has It Been"   | Thomas Schlamme       | Aaron Sorkin                                                                    | 17 maj 2000       |
| En amerikansk pilot skjuts ner över Irak. Bartlet talar i Rosslyn, Virgina - ett möte som slutar med att hela staben hamnar under skottlossning när de är på väg därifrån. |               |                                  |                       |                                                                                 |                   |

## Säsong 2
| Nr | Titel                                                     | Regissör            | Författare                                  | Sändningsdatum   |
| --- | --------------------------------------------------------- | ------------------- | ------------------------------------------- | ---------------- |
| 2-01 (23) | "In the Shadow of Two Gunmen, Part I"                     | Thomas Schlamme     | Aaron Sorkin                                | 4 oktober 2000   |
| Presidenten förs till sjukhus och sövs ner för operation. Toby hittar Josh som har träffats i magen av en kula. Josh har flashbacks till tiden då han börjar arbeta i presidentvalskampanjen. Vi får också se hur de övriga huvudkaraktärerna kommer med i kampanjen. |                                                           |                     |                                             |                  |
| 2-02 (24) | "In the Shadow of Two Gunmen, Part II"                    | Thomas Schlamme     | Aaron Sorkin                                | 4 oktober 2000   |
| 2-03 (25) | "The Midterms"                                            | Alex Graves         | Aaron Sorkin                                | 18 oktober 2000  |
| Presidenten vill kampanja mot en gammal rival som ställer upp i valet till skolstyrelsen i New Hampshire. Sam frågar en vän som han studerade juridik tillsammans med om han vill ställa upp i valet till kongressen. Donna försöker se till att Josh vilar efter sjukhusvistelsen och inte störs av sina kollegor.                                                                                      |                                                           |                     |                                             |                  |
| 2-04 (26) | "In this White House"                                     | Ken Olin            | Aaron Sorkin, Peter Parnell & Allison Abner | 25 oktober 2000  |
| Sam åker på stryk i det politiska TV-programmet Capital Beat av en okänd republikan vid namn Ainsley Hayes. Morgonen därpå föreslår presidenten att de skall anställa henne. President Nimbala från republiken Ekvatorialkuhndu och representanter för de stora läkemedelsföretagen är i Vita huset för att diskutera hur man kan hjälpa landet att slåss mot den höga graden AIDS-infektioner i landet. |                                                           |                     |                                             |                  |
| 2-05 (27) | "And It's Surely to Their Credit"                         | Christopher Misiano | Aaron Sorkin, Kevin Falls & Laura Glasser   | 1 november 2000  |
| Ainsley Hayes blir både utskälld och trakasserad sin första dag på nya jobbet, CJ har problem med en av de högsta militärcheferna som skall gå i pension och Bartlet försöker spela in ett radio-tal. |                                                           |                     |                                             |                  |
| 2-06 (28) | "The Lame Duck Congress"                                  | Jeremy Kagan        | Aaron Sorkin & Lawrence O'Donnell Jr.       | 8 november 2000  |
| Presidenten från Ukraina dyker upp full vid Vita Huset och vill träffa Bartlet. Donna lobbar för införandet av nya ergonomiska standarder och Barlet funderar på att kalla in Senaten till förhandlingar för att få igenom en lag som bannlyser kärnvapentest. |                                                           |                     |                                             |                  |
| 2-07 (29) | "The Portland Trip"                                       | Paris Barclay       | Aaron Sorkin & Paul Redford                 | 15 november 2000 |
| Efter att ha skämtat om presidentens favoritlag, Notre Dame, så tvingas CJ med på resan till Oregon. Toby och Sam är också med på resan och försöker skriva ett tal om utbildning åt presidenten. Josh och Leo stannar kvar i Vita huset och tar hand om skilsmässopapper och en situation i Gulfen. |                                                           |                     |                                             |                  |
| 2-08 (30) | "Shibboleth"                                              | Laura Innes         | Aaron Sorkin & Patrick H. Caddell           | 22 november 2000 |
| En grupp flyktingar kommer till USA i en container och hävdar att de är kristna som flyr ifrån Kina. Toby försöker få Leos syster utsedd till biträdande utbildningsminister för att få igång diskussionen om skolböner. CJ får uppdraget att utse en av två kalkoner som presidenten skall benåda och Charlie försöker köpa en ny förskärare.                                                           |                                                           |                     |                                             |                  |
| 2-09 (31) | "Galileo"                                                 | Alex Graves         | Aaron Sorkin & Kevin Falls                  | 29 november 2000 |
| CJ försöker kontrollera nyheten att presidenten inte gillar gröna bönor och Leo konfronterar den ryska ambassadören om en brand i en missilsilo. Presidenten skall delta i en nationell TV-sändning riktad till skolbarn när NASA:s rymdsond Galileo anländer till Mars, men NASA får problem med kommunikationen med sonden.                                                                            |                                                           |                     |                                             |                  |
| 2-10 (32) | "Noël"                                                    | Thomas Schlamme     | Aaron Sorkin & Peter Parnell                | 20 december 2000 |
| 2-11 (33) | "The Leadership Breakfast"                                | Scott Winant        | Aaron Sorkin & Paul Redford                 | 10 januari 2001  |
| 2-12 (34) | "The Drop-In"                                             | Lou Antonio         | Aaron Sorkin & Lawrence O'Donnell Jr.       | 24 januari 2001  |
| 2-13 (35) | "Bartlet's Third State of the Union"                      | Christopher Misiano | Aaron Sorkin, Allison Abner & Dee Dee Myers | 7 februari 2001  |
| 2-14 (36) | "The War at Home"                                         | Christopher Misiano | Aaron Sorkin                                | 14 februari 2001 |
| 2-15 (37) | "Ellie (The West Wing)"                                   | Michael Engler      | Aaron Sorkin, Kevin Falls & Laura Glasser   | 21 januari 2001  |
| 2-16 (38) | "Somebody's Going to Emergency, Somebody's Going to Jail" | Jessica Yu          | Paul Redford & Aaron Sorkin                 | 28 februari 2001 |
| 2-17 (39) | "The Stackhouse Filibuster"                               | Bryan Gordon        | Aaron Sorkin & Pete McCabe                  | 14 mars 2001     |
| 2-18 (40) | "17 People"                                               | Alex Graves         | Aaron Sorkin                                | 4 april 2001     |
| 2-19 (41) | "Bad Moon Rising"                                         | Bill Johnson        | Aaron Sorkin & Felicia Wilson               | 25 april 2001    |
| 2-20 (42) | "The Fall's Gonna Kill You"                               | Christopher Misiano | Aaron Sorkin & Patrick H. Caddell           | 2 maj 2001       |
| 2-21 (43) | "18th and Potomac"                                        | Robert Berlinger    | Aaron Sorkin & Lawrence O'Donnell Jr.       | 9 maj 2001       |
| 2-22 (44) | "Two Cathedrals"                                          | Thomas Schlamme     | Aaron Sorkin                                | 16 maj 2001      |

## Säsong 3
| Nr        | Titel                          | Regissör            | Författare                                               | Sändningsdatum   |
| --------- | ------------------------------ | ------------------- | -------------------------------------------------------- | ---------------- |
| 3-00 (00) | "Isaac and Ishmael"            | Christopher Misiano | Aaron Sorkin                                             | 3 oktober 2001   |
| 3-01 (45) | "Manchester Part I"            | Thomas Schlamme     | Aaron Sorkin                                             | 10 oktober 2001  |
| 3-02 (46) | "Manchester Part II"           | Thomas Schlamme     | Aaron Sorkin                                             | 17 oktober 2001  |
| 3-03 (47) | "Ways and Means"               | Alex Graves         | Aaron Sorkin, Eli Attie & Gene Sperling                  | 24 oktober 2001  |
| 3-04 (48) | "On the Day Before"            | Christopher Misiano | Aaron Sorkin, Paul Redford & Nanda Chitre                | 31 oktober 2001  |
| 3-05 (49) | "War Crimes"                   | Alex Graves         | Aaron Sorkin & Allison Abner                             | 7 november 2001  |
| 3-06 (50) | "Gone Quiet"                   | Jon Hutman          | Aaron Sorkin, Julia Dahl & Laura Glasser                 | 14 november 2001 |
| 3-07 (51) | "The Indians in the Lobby"     | Paris Barclay       | Allison Abner, Kevin Falls & Aaron Sorkin                | 21 november 2001 |
| 3-08 (52) | "The Women of Qumar"           | Alex Graves         | Aaron Sorkin, Felicia Wilson, Laura Glasser & Julia Dahl | 28 november 2001 |
| 3-09 (53) | "Bartlet for America"          | Thomas Schlamme     | Aaron Sorkin                                             | 12 december 2001 |
| 3-10 (54) | "H. Con-172"                   | Vincent Misiano     | Aaron Sorkin & Eli Attie                                 | 9 januari 2002   |
| 3-11 (55) | "100,000 Airplanes"            | David Nutter        | Aaron Sorkin                                             | 16 januari 2002  |
| 3-12 (56) | "The Two Bartlets"             | Alex Graves         | Kevin Falls, Aaron Sorkin & Gene Sperling                | 30 januari 2002  |
| 3-13 (57) | "Night Five"                   | Christopher Misiano | Aaron Sorkin                                             | 6 februari 2002  |
| 3-14 (58) | "Hartsfield's Landing"         | Vincent Misiano     | Aaron Sorkin                                             | 27 februari 2002 |
| 3-15 (59) | "Dead Irish Writers"           | Alex Graves         | Aaron Sorkin & Paul Redford                              | 6 mars 2002      |
| 3-16 (60) | "The U.S. Poet Laureate"       | Christopher Misiano | Aaron Sorkin & Laura Glasser                             | 27 mars 2002     |
| 3-17 (61) | "Stirred"                      | Jeremy Kagan        | Aaron Sorkin, Eli Attie & Dee Dee Myers                  | 3 april 2002     |
| 3-18 (62) | "Enemies Foreign and Domestic" | Alex Graves         | Paul Redford & Aaron Sorkin                              | 1 maj 2002       |
| 3-19 (63) | "The Black Vera Wang"          | Christopher Misiano | Aaron Sorkin                                             | 8 maj 2002       |
| 3-20 (64) | "We Killed Yamamoto"           | Thomas Schlamme     | Aaron Sorkin                                             | 15 maj 2002      |
| 3-21 (65) | "Posse Comitatus"              | Alex Graves         | Aaron Sorkin                                             | 22 maj 2002      |

## Säsong 4
| Nr        | Titel                          | Regissör            | Författare                                        | Sändningsdatum    |
| --------- | ------------------------------ | ------------------- | ------------------------------------------------- | ----------------- |
| 4-01 (66) | "20 Hours in America, Part I"  | Christopher Misiano | Aaron Sorkin                                      | 25 september 2002 |
| 4-02 (67) | "20 Hours in America, Part II" | Christopher Misiano | Aaron Sorkin                                      | 25 september 2002 |
| 4-03 (68) | "College Kids"                 | Alex Graves         | Aaron Sorkin, Debora Cahn & Mark Goffman          | 2 oktober 2002    |
| 4-04 (69) | "The Red Mass"                 | Vincent Misiano     | Aaron Sorkin & Eli Attie                          | 9 oktober 2002    |
| 4-05 (70) | "Debate Camp"                  | Paris Barclay       | Aaron Sorkin, William Sind & Michael Oates Palmer | 16 oktober 2002   |
| 4-06 (71) | "Game On"                      | Alex Graves         | Aaron Sorkin & Paul Redford                       | 30 oktober 2002   |
| 4-07 (72) | "Election Night"               | Lesli Linka Glatter | Aaron Sorkin, David Gerken & David Handelman      | 6 november 2002   |
| 4-08 (73) | "Process Stories"              | Christopher Misiano | Aaron Sorkin, Paula Yoo & Lauren Schmidt          | 13 november 2002  |
| 4-09 (74) | "Swiss Diplomacy"              | Christopher Misiano | Kevin Falls & Eli Attie                           | 20 november 2002  |
| 4-10 (75) | "Arctic Radar"                 | John David Coles    | Aaron Sorkin & Gene Sperling                      | 27 november 2002  |
| 4-11 (76) | "Holy Night"                   | Thomas Schlamme     | Aaron Sorkin                                      | 11 december 2003  |
| 4-12 (77) | "Guns Not Butter"              | Bill D'Elia         | Eli Attie, Kevin Falls & Aaron Sorkin             | 8 januari 2003    |
| 4-13 (78) | "The Long Goodbye"             | Alex Graves         | Jon Robin Baitz                                   | 15 januari 2003   |
| 4-14 (79) | "Inauguration, Part I"         | Christopher Misiano | Aaron Sorkin, Michael Oates Palmer & William Sind | 5 februari 2003   |
| 4-15 (80) | "Inauguration Over There"      | Lesli Linka Glatter | Aaron Sorkin, David Gerken & Gene Sperling        | 12 februari 2003  |
| 4-16 (81) | "The California 47th"          | Vincent Misiano     | Aaron Sorkin, Lauren Schmidt & Paula Yoo          | 19 februari 2003  |
| 4-17 (82) | "Red Haven's on Fire"          | Alex Graves         | Aaron Sorkin, Mark Goffman & Debora Cahn          | 26 februari 2003  |
| 4-18 (83) | "Privateers"                   | Alex Graves         | Paul Redford, Debora Cahn & Aaron Sorkin          | 26 mars 2003      |
| 4-19 (84) | "Angel Maintenance"            | Jessica Yu          | Eli Attie, Aaron Sorkin & Kevin Falls             | 2 april 2003      |
| 4-20 (85) | "Evidence of Things Not Seen"  | Christopher Misiano | Aaron Sorkin, Eli Attie & David Handelman         | 23 april 2003     |
| 4-21 (86) | "Life on Mars"                 | John David Coles    | Aaron Sorkin, Paul Redford & Dee Dee Myers        | 30 april 2003     |
| 4-22 (87) | "Commencement"                 | Alex Graves         | Aaron Sorkin                                      | 7 maj 2003        |
| 4-23 (88) | "Twenty Five"                  | Christopher Misiano | Aaron Sorkin                                      | 14 maj 2003       |

## Säsong 5
| Nr         | Titel                         | Regissör            | Författare                              | Sändningsdatum    |
| ---------- | ----------------------------- | ------------------- | --------------------------------------- | ----------------- |
| 5-01 (89)  | "7A WF 83429"                 | Alex Graves         | John Wells                              | 24 september 2003 |
| 5-02 (90)  | "The Dogs of War"             | Christopher Misiano | John Wells                              | 1 oktober 2003    |
| 5-03 (91)  | "Jefferson Lives"             | Alex Graves         | Carol Flint & Debora Cahn               | 8 oktober 2003    |
| 5-04 (92)  | "Han"                         | Christopher Misiano | Peter Noa, Mark Goffman & Paula Yoo     | 22 oktober 2003   |
| 5-05 (93)  | "Constituency of One"         | Laura Innes         | Eli Attie & Michael Oates Palmer        | 29 oktober 2003   |
| 5-06 (94)  | "Disaster Relief"             | Lesli Linka Glatter | Alexa Junge & Lauren Schmidt            | 5 november 2003   |
| 5-07 (95)  | "Separation of Powers"        | Alex Graves         | Paul Redford                            | 12 november 2003  |
| 5-08 (96)  | "Shutdown"                    | Christopher Misiano | Mark Goffman                            | 19 november 2003  |
| 5-09 (97)  | "Abu el Banat"                | Lesli Linka Glatter | Debora Cahn                             | 3 december 2003   |
| 5-10 (98)  | "The Stormy Present"          | Alex Graves         | John Sacret Young & Josh Singer         | 7 januari 2004    |
| 5-11 (99)  | "The Benign Prerogative"      | Christopher Misiano | Carol Flint                             | 14 januari 2004   |
| 5-12 (100) | "Slow News Day"               | Julie Hebert        | Eli Attie                               | 4 februari 2004   |
| 5-13 (101) | "The Warfare of Genghis Khan" | Bill D'Elia         | Peter Noah                              | 11 februari 2004  |
| 5-14 (102) | "An Khe"                      | Alex Graves         | John Wells                              | 18 februari 2004  |
| 5-15 (103) | "Full Disclosure"             | Lesli Linka Glatter | Lawrence O'Donnell Jr.                  | 25 februari 2004  |
| 5-16 (104) | "Eppur Si Muove"              | Llewellyn Wells     | Alexa Junge                             | 3 mars 2004       |
| 5-17 (105) | "The Supremes"                | Jessica Yu          | Debora Cahn                             | 24 mars 2004      |
| 5-18 (106) | "Access"                      | Alex Graves         | Lauren Schmidt                          | 31 mars 2004      |
| 5-19 (107) | "Talking Points"              | Richard Schiff      | Eli Attie                               | 21 april 2004     |
| 5-20 (108) | "No Exit"                     | Julie Hebert        | Debora Cahn, Carol Flint & Mark Goffman | 28 april 2004     |
| 5-21 (109) | "Gaza"                        | Christopher Misiano | Peter Noah                              | 12 maj 2004       |
| 5-22 (110) | "Memorial Day"                | Christopher Misiano | John Sacret Young & Josh Singer         | 19 maj 2004       |

## Säsong 6
| Nr         | Titel                    | Regissör            | Författare                      | Sändningsdatum   |
| ---------- | ------------------------ | ------------------- | ------------------------------- | ---------------- |
| 6-1 (111)  | "NSF Thurmont"           | Alex Graves         | John Wells                      | 20 oktober 2004  |
| 6-2 (112)  | "The Birnam Wood"        | Alex Graves         | John Wells                      | 27 oktober 2004  |
| 6-3 (113)  | "Third-Day Story"        | Christopher Misiano | Eli Attie                       | 3 november 2004  |
| 6-4 (114)  | "Liftoff"                | Alex Graves         | Debora Cahn                     | 10 november 2004 |
| 6-5 (115)  | "The Hubbert Peak"       | Julie Hebert        | Peter Noah                      | 17 november 2004 |
| 6-6 (116)  | "The Dover Test"         | Laura Innes         | Carol Flint                     | 24 november 2004 |
| 6-7 (117)  | "A Change Is Gonna Come" | Vincent Misiano     | John Sacret Young & Josh Singer | 1 december 2004  |
| 6-8 (118)  | "In the Room"            | Alex Graves         | Lawrence O'Donnell Jr.          | 8 december 2004  |
| 6-9 (119)  | "Impact Winter"          | Lesli Linka Glatter | Debora Cahn                     | 15 december 2004 |
| 6-10 (120) | "Faith Based Initiative" | Christopher Misiano | Bradley Whitford                | 5 januari 2005   |
| 6-11 (121) | "Opposition Research"    | Christopher Misiano | Eli Attie                       | 12 januari 2005  |
| 6-12 (122) | "365 Days"               | Andrew Bernstein    | Mark Goffman                    | 19 januari 2005  |
| 6-13 (123) | "King Corn"              | Alex Graves         | John Wells                      | 26 januari 2005  |
| 6-14 (124) | "The Wake Up Call"       | Laura Innes         | Josh Singer                     | 9 februari 2005  |
| 6-15 (125) | "Freedonia"              | Christopher Misiano | Eli Attie                       | 16 februari 2005 |
| 6-16 (126) | "Drought Conditions"     | Alex Graves         | Debora Cahn                     | 23 februari 2005 |
| 6-17 (127) | "A Good Day"             | Richard Schiff      | Carol Flint                     | 2 mars 2005      |
| 6-18 (128) | "La Palabra"             | Jason Ensler        | Eli Attie                       | 9 mars 2005      |
| 6-19 (129) | "Ninety Miles Away"      | Rod Holcomb         | John Sacret Young               | 16 mars 2005     |
| 6-20 (130) | "In God We Trust"        | Christopher Misiano | Lawrence O'Donnell Jr.          | 23 mars 2005     |
| 6-21 (131) | "Things Fall Apart"      | Nelson McCormick    | Peter Noah                      | 30 mars 2005     |
| 6-22 (132) | "2162 Votes"             | Alex Graves         | John Wells                      | 6 april 2005     |

## Säsong 7
| Nr         | Titel                         | Regissör            | Författare                          | Sändningsdatum    |
| ---------- | ----------------------------- | ------------------- | ----------------------------------- | ----------------- |
| 7-1 (133)  | "The Ticket"                  | Christopher Misiano | Debora Cahn                         | 25 september 2005 |
| 7-2 (134)  | "The Mommy Problem"           | Alex Graves         | Eli Attie                           | 2 oktober 2005    |
| 7-3 (135)  | "Message of the Week"         | Christopher Misiano | Lawrence O'Donnell, Jr.             | 9 oktober 2005    |
| 7-4 (136)  | "Mr. Frost"                   | Andrew Bernstein    | Alex Graves                         | 16 oktober 2005   |
| 7-5 (137)  | "Here Today"                  | Alex Graves         | Peter Noah                          | 23 oktober 2005   |
| 7-6 (138)  | "The Al Smith Dinner"         | Lesli Linka Glatter | Eli Attie                           | 30 oktober 2005   |
| 7-7 (139)  | "The Debate"                  | Alex Graves         | Lawrence O'Donnell                  | 6 november 2005   |
| 7-8 (140)  | "Undecideds"                  | Christopher Misiano | Debora Cahn                         | 14 november 2005  |
| 7-9 (141)  | "The Wedding"                 | Andrew Bernstein    | Josh Singer                         | 11 december 2005  |
| 7-10 (142) | "Running Mates"               | Paul McCrane        | Peter Noah                          | 8 januari 2006    |
| 7-11 (143) | "Internal Displacement"       | Andrew Bernstein    | Bradley Whitford                    | 15 januari 2006   |
| 7-12 (144) | "Duck and Cover"              | Christopher Misiano | Eli Attie                           | 22 januari 2006   |
| 7-13 (145) | "The Cold"                    | Alex Graves         | Debora Cahn & Lauren Schmidt        | 12 mars 2006      |
| 7-14 (146) | "Two Weeks Out"               | Laura Innes         | Lawrence O'Donnell                  | 19 mars 2006      |
| 7-15 (147) | "Welcome to Wherever You Are" | Matia Karrell       | Josh Singer                         | 16 mars 2006      |
| 7-16 (148) | "Election Day Part I"         | Mimi Leder          | Lauren Schmidt                      | 2 april 2006      |
| 7-17 (149) | "Election Day Part II"        | Christopher Misiano | Eli Attie & John Wells              | 9 april 2006      |
| 7-18 (150) | "Requiem"                     | Steve Shill         | Eli Attie, Debora Cahn & John Wells | 16 april 2006     |
| 7-19 (151) | "Transition"                  | Nelson McCormick    | Peter Noah                          | 23 april 2006     |
| 7-20 (152) | "The Last Hurrah"             | Tim Matheson        | Lawrence O'Donnell                  | 30 april 2006     |
| 7-21 (153) | "Institutional Memory"        | Lesli Linka Glatter | Debora Cahn                         | 7 maj 2006        |
| 7-22 (154) | "Tomorrow"                    | Christopher Misiano | John Wells                          | 14 maj 2006       |

### Fotnoter
1. ↑  ”The West Wing” (på engelska). TV.Com. Arkiverad från originalet den 8 december 2016. https://web.archive.org/web/20161208123724/http://www.tv.com/shows/the-west-wing/episodes/. Läst 12 januari 2017.